# Artušův dvůr v Toruni
Artusův Dvůr v Toruni je kulturní instituce místní správy, založená v Toruni v roce 1995.

## Umístění
Artusův Dvůr se nachází v Staroměstském komplexu, na Staroměstském náměstí 6.

## Historie
Budova je postavená na třech středověkých pozemcích. První Artusův dvůr, řádně nazývaný „sociální dům“ nebo „klubový dům“ (název Artusův dvůr se objevil až na začátku 17. století), byl postaven v letech 1385–1386. V roce 1466 byl zde podepsán 2. toruňský mír. Budova byla později přestavěna a zrekonstruována, zejména v 17. století, kdy byla provedena bohatá malířská výzdoba fasády, na níž byly umístěny vlysy s obrazy králů z Vladislav II Jagiello do Zikmund III Vasa, známé z řady kreseb vytvořených v letech 1738–1745, které zobrazovaly pohledy na Toruń a okolí připravené Steinerem. Budova byla později párkrát přestavěna a zrekonstruována, hlavně v 17. století, kdy byla provedena bohatá malířská výzdoba fasády, na níž byly umístěny vlysy s obrazy králů zod Vadislava II. Jagello do Zikmunt III Vasa, známé z řady kreseb vytvořených Steinerem v letech 1738–1745, které zobrazovaly pohledy na Toruň a okolí. Přízemí bylo také přestavěno: podlaha byla pokryta bílými a červenými mramorovými deskam.i Klenbu zakrýval interiér v přízemí rozdělený dvěma sloupy.
14. června 1802, pruské úřady začaly likvidovat středověkou budovu. Podruhé byl Artusův Dvůr postaven v květnu 1826 podle návrhu městského stavitele Heckerta. Měl skromnou klasicistní vícepodlažní pětiosou fasádu zdobenou pilastry ve velkém pořádku. V důsledku likvidace bratrství svatého Jiřího v 1842, dvůr se stal městským divadlem s publikem 500 míst. Druhý Artusův dvůr a sousední západní činžovní dům byly zbořeny v roce 1889, a na jejich místě byla postavena současná budova podle návrhu radního Rudolfa Schmidta. V přízemí „třetího uměleckého soudu“ byla restaurace a obchody, v prvním patře byly sály: Velká, Bílá, Malá a Červená a v podkrovních pokoje pro hosty.
Potom co Polsko získalo nezávislost, v roce 1920 reprezentativní prostory dvoru přijimaly mimo jiné Generále Józefa Hallere, prezidenti druhé polské republiky: Stanislaw Wojciechowského, Ignace Moścického a Jozefa Piłsudského. Vracely se tradiční státní obřady, společenská setkání, cechová setkání a reprezentační plesy.
Po druhé světové válce, v roce 1949, byla budova předána vznikající Univerzitě Mikuláše Koperníka,  a byla zde ubytováno Collegium Maximum a studentský klub „Od Nowa”. Sídlem Kulturního centra budova je od roku 1993.
V letech 1994–2015 byl Artusův Dvůr sídlem toruňského symfonického orchestru.
V listopadu 2018 bylo středisko obohaceno o nový vzdělávací prostor – Kulturní sklípek, ve kterém budou pedagogové pořádat cyklické hudební, umělecké a filmové workshopy pro děti, mládež, dospělé a seniory.
01.01.2020 byl do centra připojeny Dům Múz s pobočkami.

## Architektura
Styl budovy se označuje jako nizozemsko-novorenesanční, fasáda je třípodlažní, obložená cihlou s výrazným využitím červeného pískovce (přízemí, ozdobné detaily), výrazně upravená ve vztahu k sousedním budovám na náměstí. Kromě novorenesančních motivů existují i odkazy na původní goticko-renesanční budovu Artusova dvoru – mírně špičatá okna a bosáž v přízemí, zavěšené věže lemující fasádu, cimbuří korunující budovu. Celek je pokryt kyčelní střechou, jejíž silueta je jasně vidět v panoramě Toruně.

## Galerie

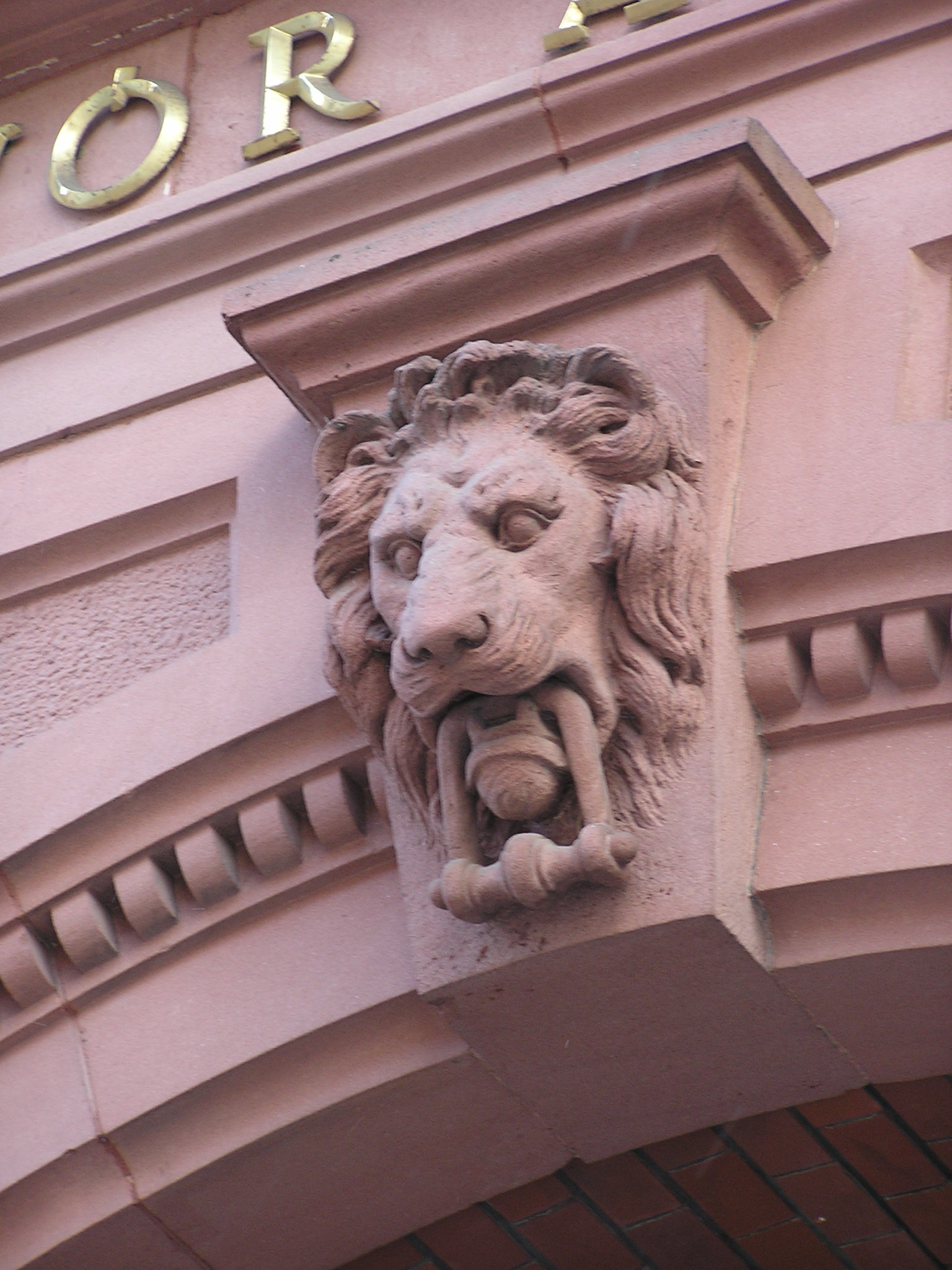
Architektonický detail
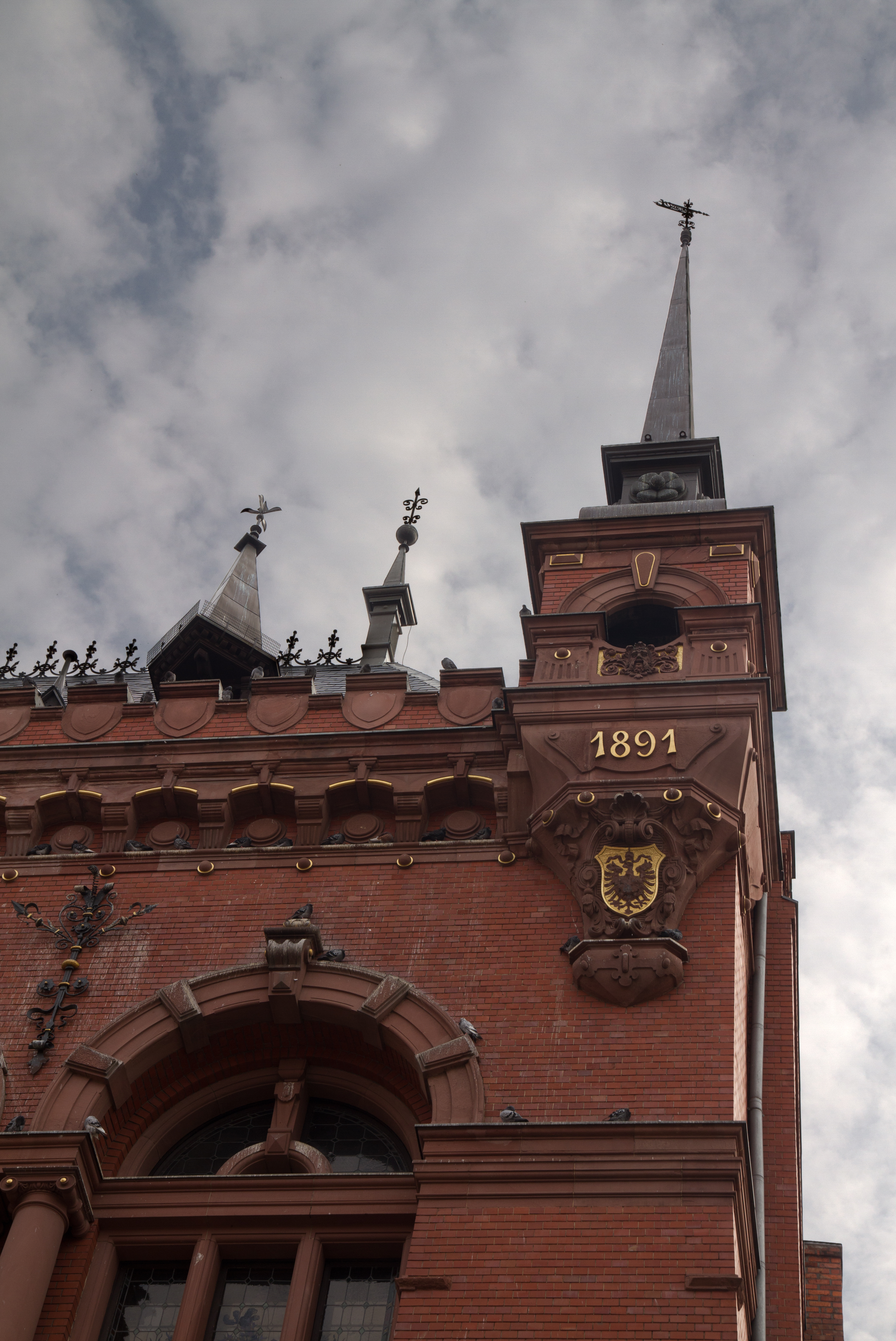
Věžička s datem uvedení budovy do provozu
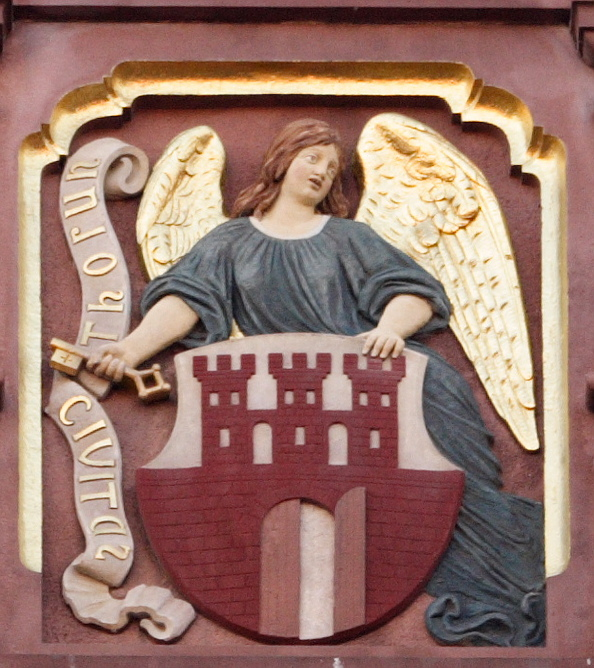
Erb Toruně na stavbě
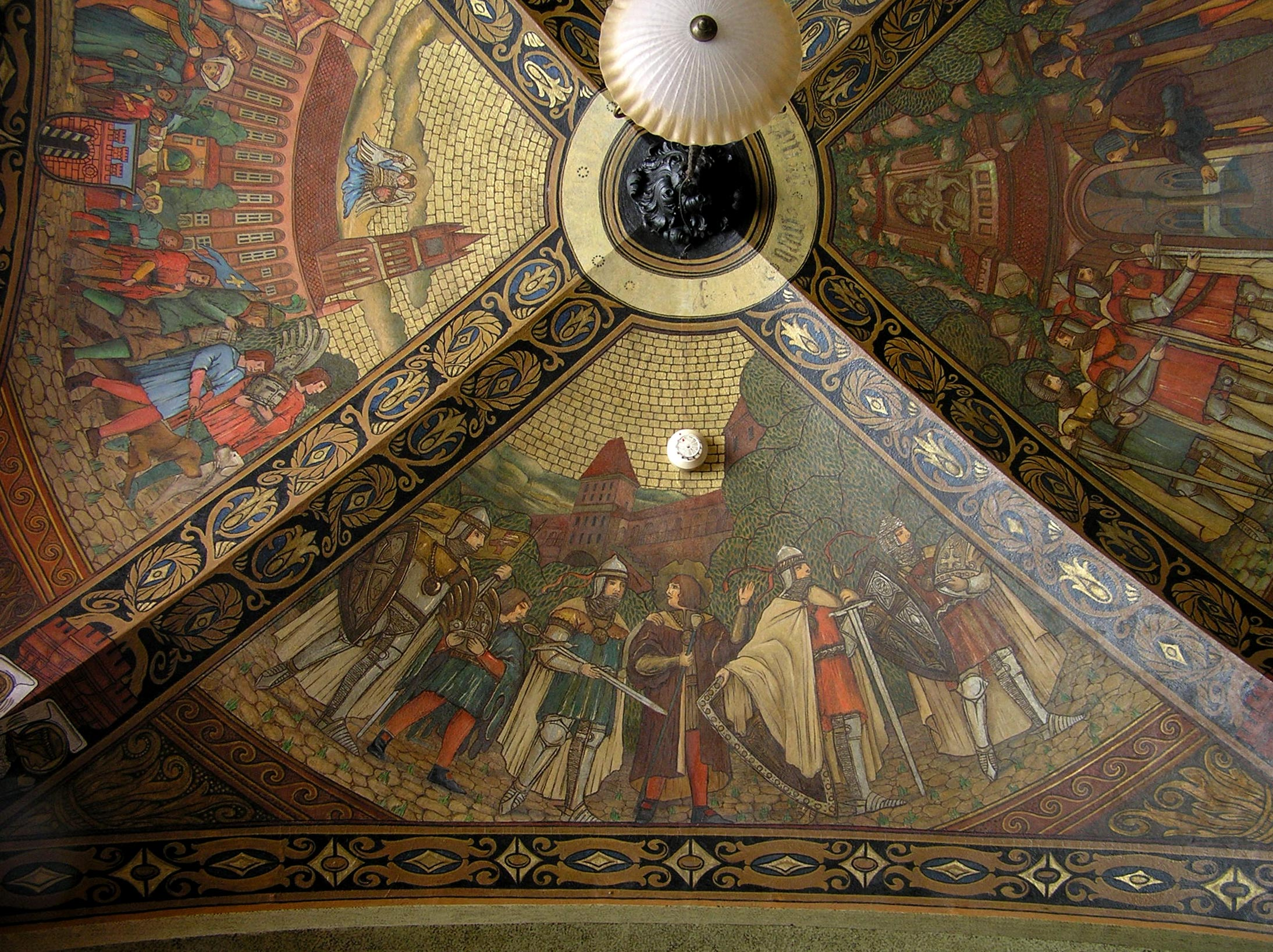
Polychromie na trezoru vestibulu
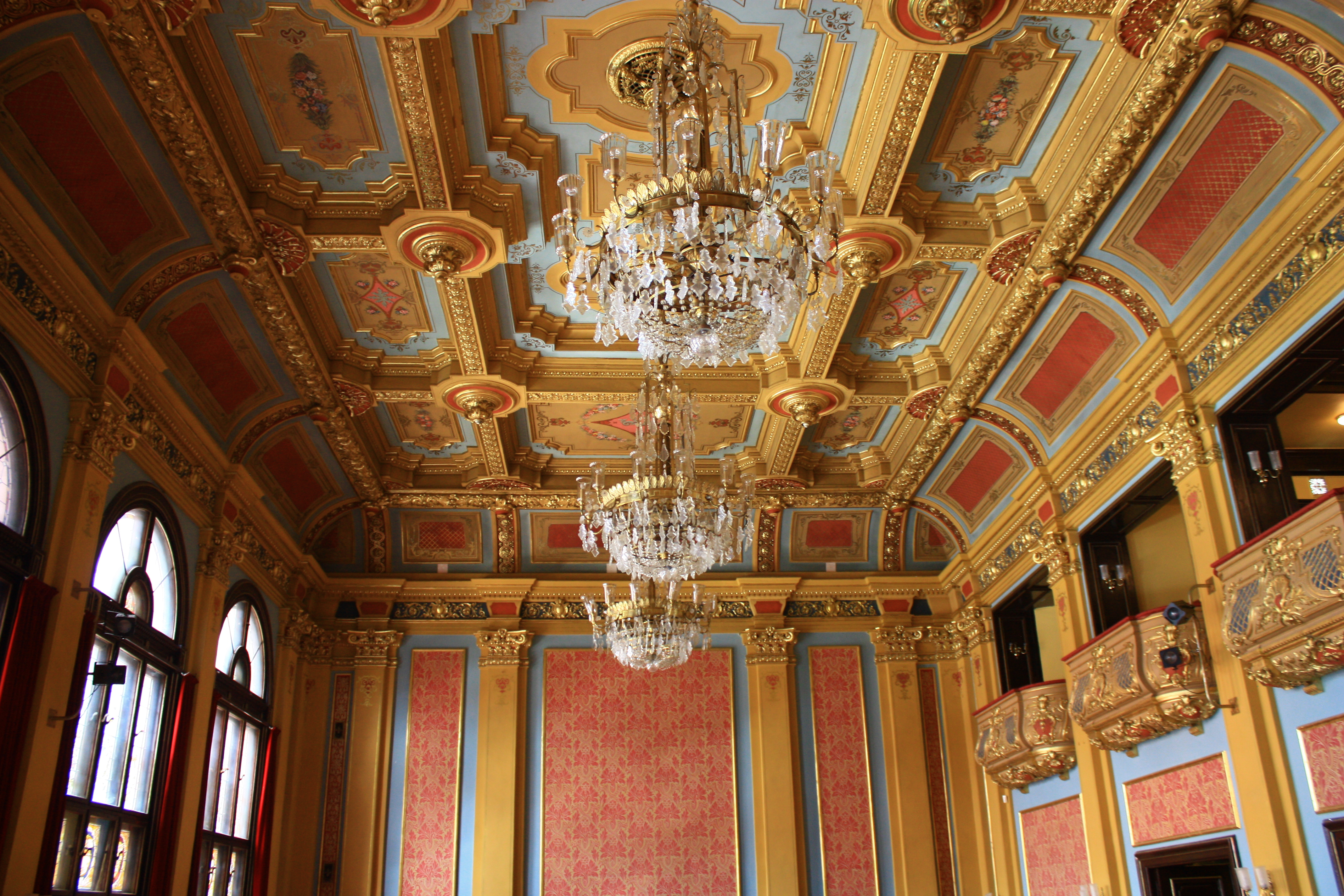
Velký sál
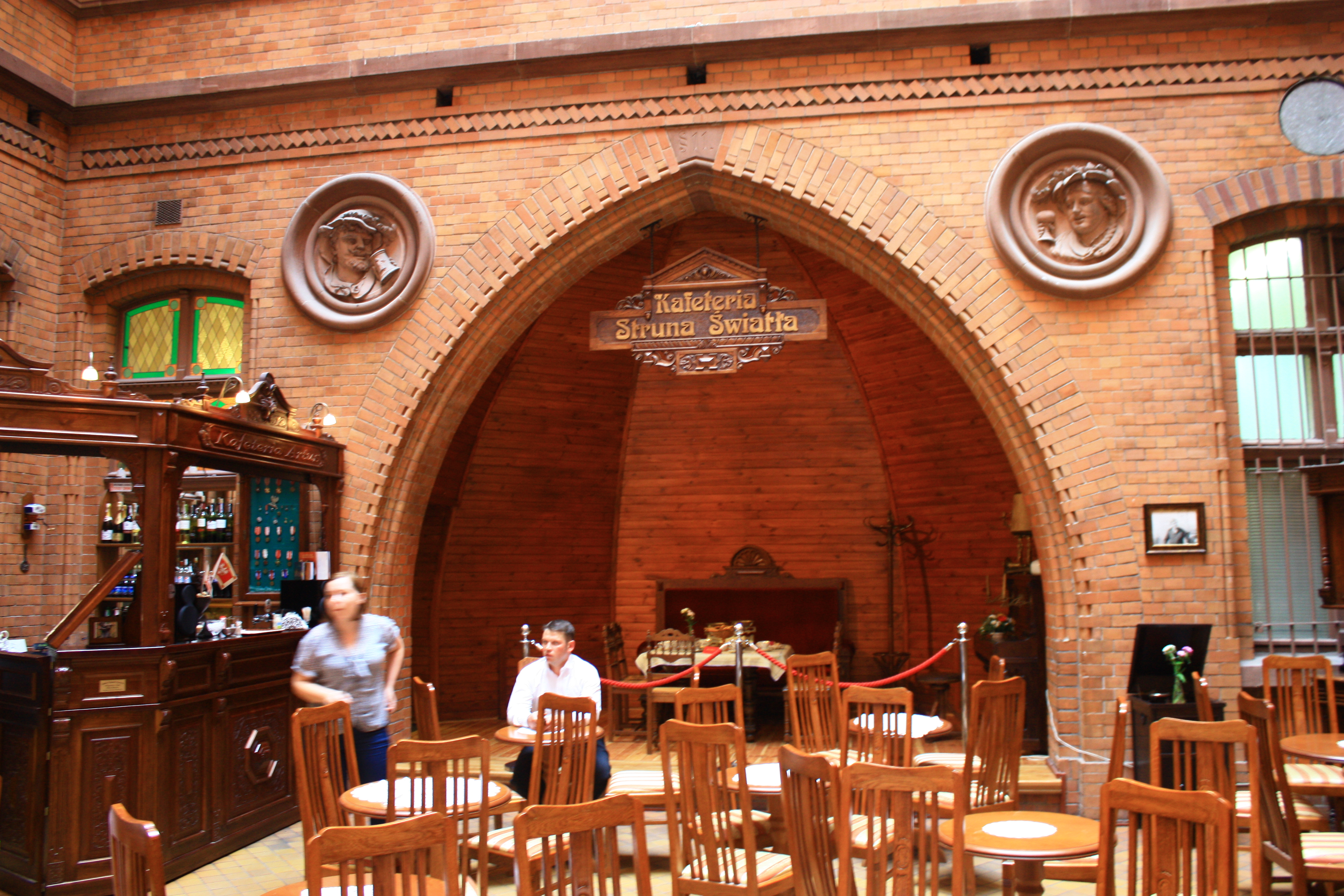
Kavárna